# ピアノの森
『ピアノの森 -The perfect world of KAI-』（ピアノのもり）は、一色まことによる日本の青年漫画。1998年より『ヤングマガジンアッパーズ』9号（講談社）にて連載開始。途中、休載や掲載誌廃刊をはさんだ後、81話（2005年）より『モーニング』（同）に移籍。不定期連載の後に長らく休載していたが、2006年12月に連載が再開された。2008年5月に、隔週連載から不定期連載になった。『モーニング』2015年49号、コミック26巻をもって完結。2018年1月時点でシリーズ累計部数は600万部を突破している。
町外れの「ピアノの森」で育った少年カイの物語。はじめは楽譜すら読めないカイが周囲を取り巻く人々によりピアニストとしての才能を開花させていく過程を描いている。
第12回文化庁メディア芸術祭マンガ部門大賞受賞。2007年にアニメーション映画化された。
2024年12月、新たなストーリーを描いた『もうひとつのピアノの森 整う音』が『モーニング』にて、2025年4・5合併号より同年13号まで第1期を連載。同年30号より第2期が連載されている。ピアノ調律師の青年の向井智が登場するストーリー。

## あらすじ
主人公の一ノ瀬海（カイ）は、「森の端」に捨てられたピアノをおもちゃ代わりにして育ってきた。ある日、カイが通う小学校に転校生として、世界的なピアニストの父親をもつ雨宮修平がやってくる。雨宮は、カイが森でピアノを弾いているところを見て驚き、そのことを小学校の音楽教師であった阿字野壮介に伝える。かつて天才ピアニストであった阿字野はカイの才能に気付き、弟子として迎える。雨宮や阿字野と出会ったカイはピアニストとしての才能を開花させていき、やがてショパン・コンクールで世界に挑戦する。

## 登場人物
声はテレビ版 / 映画版。ピアノはテレビ版のピアノ奏者。

### 主要人物
一ノ瀬 海（いちのせ かい）
声 - 斉藤壮馬、白石涼子（小学生） / 上戸彩
本作の主人公。通称・カイ。天才的なピアノの才能を持つ少年。母親似の非常に美しい顔立ちをしていて、幼いころからよく女性に間違えられている。
幼いころから母親の怜子とバーの2階で2人暮らしをしているが、複雑な家庭環境故に小学5年生の時点で風俗店の雑用として働いていた（ホステスの強要で客引きまでやったこともある）。それ故同級生から「貧乏」「家の周りは泥棒だらけ」「（森のピアノも）盗んだか母ちゃんの客に買って貰った」と言われており、本人も雨宮からピアノを習うことを勧められた際に「うちには習い事をするような金はない」と発言しており、その事を気にしている描写がある。
子供の時から森のピアノ（後述）を弾いて育っていたが、小学5年生の時にピアノの道を志す同級生・雨宮と出会い、ほぼ時を同じくして森のピアノの元の持ち主である阿字野に偶然見出され、成り行きでコンクールに出場。会場を巻き込んで熱狂的な演奏を披露するが、結果的には「コンクール」の趣旨には合わずに落選してしまった。この経験によって「人前でピアノを聞かせる」ことの快感に目覚めるが、森のピアノはその雨ざらしの環境のために劣化して行き、次いで落雷により焼失してしまった事で失意に暮れた。その後行きがかりのホコ天ライブにて再度ピアノに触れ、「自らの生きるべき道はピアノと共に生きること」を再確認。阿字野に弟子入りをし、ピアノを生きて行く寄る辺とすることになる。
森のピアノ焼失より5年後、ストリップ劇場での女装してのバイトや旧友たちとの再会などを経てショパン・コンクールに挑戦、見事優勝を果たす。
阿字野 壮介（あじの そうすけ）
声 - 諏訪部順一 / 宮迫博之
ピアノ - 反田恭平
カイの師。現役時代は日本国内の音楽コンクールで賞を総なめにし、ショパンコンクールでは予選敗退したものの名ピアニストで指揮者でもあるジャンの支持を受ける等輝かしい経歴を誇っていたが、交通事故によって婚約者と左手の自由を失い、失意と諦観の中、カイと雨宮の通う森脇小学校の音楽教師をしていた。カイの才能、そしてかつて自分が捨てた森のピアノがそれを育てていたことを知り、紆余曲折を経てカイの師となる。現在は、表舞台へと出て行くカイの後ろ盾になるためということもあり、桐山音大ピアノ科教授に就いている。
最終的には左手の手術、リハビリを経てピアニストとして復帰する。
雨宮 修平（あまみや しゅうへい）
声 - 花江夏樹、大地葉（小学生） / 神木隆之介
ピアノ - 髙木竜馬
カイの親友。彼自身はカイを親友と同時にライバルとしてもみており、そのためにカイを過剰に意識してしまうところがあるが、当のカイからは結果的に相手にされず、そのことがまた雨宮を苛立たせることとなっている。
ピアニストの家系に育ち、幼少から英才教育を受けている。第56回全日本ピアノコンクール・中部南地区本選で満点を取って全国大会に出場し、そこでも優勝を果たすが、カイのピアノの天賦の才を恐れた父の勧めもありオーストリアへと留学する。 数年後、留学中に偶然カイが演奏するピアノを聴き、自信を喪失するが、一時帰国してカイと再会することによって自らを取り戻した。
カイが純粋に「自分のピアノ（音）」を追求するのに対し、雨宮はあくまで「他人と比較した上での自分」を価値の基準としてしまう傾向がある。
ショパン・コンクールでは2次で敗退。そのことがきっかけでカイとの間に溝が出来てしまうが後に自分の間違いに気づきカイと和解する。

### 主要人物の家族
一ノ瀬 怜子（いちのせ れいこ）
声 - 坂本真綾 / 池脇千鶴
カイの母親。生まれた時からの森の端の住人であり、水商売で生計を立てている。15歳の時にカイを出産。父親不詳ということもあり、その事実は周囲（森の端の外の一般人）からは淫売だと揶揄されているが、カイと本人の間には深い愛情と信頼関係がある。出身に関わらず純粋にカイの資質を評価する阿字野を信頼し、カイを任せることになる。カイのショパンコンクール優勝後は、警察の摘発を免れた一部の森の端の住民達と共に喫茶店を経営している。
雨宮 奈美恵（あまみや なみえ）
声 - 三宅麻理恵 / 田中敦子
教育熱心な修平の母親。カイに対して特に偏見があるわけではないが親バカな所があるのか、必要以上にカイよりも修平の方が上であることを強調している。
雨宮 洋一郎（あまみや よういちろう）
声 - 田中秀幸
修平の父親。国内でも有名なピアニストであり、その演奏は「癒しのピアノ」と呼ばれ一般に高い評価を受けている。
かつては同世代の阿字野の才能を恐れ、対抗心を抱いていた。その弟子となったカイの才能も高く評価し、同時に息子がカイという天才に潰されてしまうことを恐れ、その事が修平に対しても影響を及ぼしていたが、息子とのショパンコンクールの経験を経て阿字野とカイへのわだかまりを完全にではないが少しずつとかしてゆき、自らも変わらなくてはいけないことを自覚する。

### 小学校篇
田山（たやま）
声 - 井関佳子（アニメ映画）
カイの小学校時代の担任。
金平 大学（かねひら だいがく）
声 - くまいもとこ / 松本梨香
カイの小学校時代のクラスのイジメっ子。カイとは犬猿の仲で、彼の事を「淫売の息子」と呼んでいた。あだ名はキンピラ。カイが高校生の頃は力士となっているが、相撲部屋の先輩曰く悪さばかりして受け入れてくれる高校がなく、父親が部屋の親方に大金を積んで預けられたらしく、十両となるまで家に帰れないとのこと。
亜理沙（ありさ）
声 - 広橋涼
森の端で働く母親の居ない少女。軽度の知的発達遅滞がありながらも、森のピアノを最後まで守ろうとした。
丸山 誉子（まるやま たかこ）
声 - 悠木碧 / 福田麻由子
第56回全日本ピアノコンクール・中部南地区予選においてカイと出会った少女。実力は確かなものの家庭環境によるプレッシャーによるものか、あるいは生来のものなのか、重度のあがり症であり、そのことから周囲に対し必要以上に攻撃的なところがあった。しかしカイとの対話を通してそれを克服する（この時にカイから『便所姫』というあだ名を貰っている）。
カイの演奏に感化されてからは、それを認めない「コンクール」に対し度々挑戦をする。結果には必ずしも結びつかないものの、その演奏は音楽教師・司馬の目に留まり、以後彼に師事することになる。
カイとの再会を夢見ながら彼女はショパン・コンクール1次、2次予選をパスしていくが、密かに腱鞘炎を患っていたことが露見したために本選を辞退。その直後、大分で開催された「JAPANソリスト・コンクール」会場でカイとの再会を果たし、手を直して再度カイと同じステージで戦えるようになることを決意する。
佐賀 武士（さが たけし）
声 - 遊佐浩二
浪花音楽大学学長代理。少年時代、阿字野に憧れていた。彼自身も若いときにはピアニストを目指したが、指を痛め断念したいきさつを持つ。第56回全日本ピアノコンクール・中部南地区でカイの演奏を聞いて驚愕したが、審査基準に従い0点と採点した。しかし本選で丸山誉子の特別賞受賞を提案して、「一線を越えた音楽家」に理解を示している。ショパンコンクール予選で誉子の腱鞘炎を見抜き、指導者である司馬に本選の辞退を進言するなど、物語上の役割はとても大きい。自分の心には非常に素直で歯に衣着せぬ言動で他人を苛立たせることも多いが、逆に気に入った人物には熱狂的ともいえるファンになる。
カイが扮装するマリアの演奏を聞きにPクラまで車を飛ばして聞きにくるほどの、マリアファン。カイがPクラを辞めた後は必死になってマリアを探していた。カイがマリアだと判明してからも変わらず彼を応援する。
司馬 高太郎（しば こうたろう）
声 - 家中宏
ハヤマ音楽大学附属ハヤマ音楽高等学院ピアノ科教諭。彼もまた、第56回全日本ピアノコンクール・中部南地区におけるカイの演奏に取り付かれた一人。同じようにカイを探していた誉子と出会い、彼女に音楽を教えていくことになる。
ベンちゃん
声 - 小野友樹
"森の端"の便利屋。ダルメシアンのてん丸（声 - 麦穂あんな）と一緒に大型トラックで様々な荷物を運ぶ仕事をしている。年齢は怜子の5歳年下、カイの10歳年上。カイの実の父親という噂も森の端でささやかれていたが、真相は不明。
ピエロのバイトの仲間たち
ヴィオラの蒲田（声 - 財満健太）、チェロの高田馬（声 - 若林佑）、ヴァイオリンの品川（声 - 駒田航）、元ピアノ担当でヴァイオリンの渋谷（声 - 遠藤広之）の四人。カイが、中学・高校時代にピアノの才能を育むのに大いに協力したメンバー。カイがバイトをしているのを学校にばれるのを防ぐために、暑いさなかでも、ピエロの扮装をして路上コンサートを行っていた。

### カイの成長期篇
岸上 冴（きしがみ さえ）
彫師。女性だと思っていたカイに想いを抱きPクラに通っていた。やがて男性と知りショックをうけながらも、カイの気持ちを知り、恋人に。現在は同棲している。アニメ版には未登場。
ジャン・ジャック・セロー
声 - 島田敏
25年前のショパン・コンクールで阿字野の演奏を唯一評価したピアニスト（それがジャンとショパンコンクールの間に確執を生んでいた）。事故後、心を閉ざした阿字野を慰めるため日本語を覚えた。カイとは大分で開催された「JAPANソリスト・コンクール」で指揮者として共演した。
パン・ウェイと阿字野のゴシップ記事が掲載された際には旧知であるコンクール会長のブゼクに連絡を取り、記事を書いたヴィクトリアを逮捕へと追い込んだ。

### ショパン・コンクール篇
平田 光生（ひらた こうせい）
声 - 豊永利行
ショパン・コンクール参加者。カイや雨宮と年齢は一緒。ポーランドに留学している。最年少入賞を狙っていたが、予備選であがってしまい、まともな演奏もできなかった。その後は何故かカイと一緒に行動している。度々無神経な発言をする悪癖があるが、悪い人間ではない。
龐 威（パン ウェイ）
声 - 中村悠一
ピアノ - 牛牛
ショパン・コンクール参加者。日本人嫌いとして知られる中国人のピアニストで、父親の分からぬ子を身ごもった母親が火を放たれた小屋の中で自分の命と引き換えに彼を出産した。孤児となった保育園時代にピアノの才能が開花し、富豪のパン・ハオの養子となるも、ハオからはピアノの才能をより開花させるために常軌を逸した英才教育と虐待を受け続けた。「大勢のピアニストの演奏を同時に聞いて誰のピアノに関心を持つか」という異常な教育の中で阿字野の演奏を見てから彼を目標にして這い上がってきたため、自分でも意識してないが阿字野の弟子のカイにライバル心を抱くことになる。ショパン・コンクールのファイナルステージで初めて尊敬する阿字野と会話し自分の抱えていたわだかまりがとけて自身本来のピアノを弾くことができた。
コンクール中盤で養父の策略で中国に強制送還されるが終盤で会場に戻り、最終的には養父の後をついで社長になっている。（フー・ツォンがモデルか?）
レフ・シマノフスキ
声 - KENN
ピアノ - シモン・ネーリング
ショパンコンクールの参加者。ポーランド人のピアニスト。祖父はかつて偉大なピアニストだったディミトリ・シマノフスキ。ひとつ上の姉のエミリア・シマノフスカもピアニストだったが数年前にレッスンをサボった自分の代わりに祖父のレッスンを受けに行く際に事故で寝たきりになっており、その過去を引きずっていた。
アニメ版では、姉と一緒に、阿字野のカムバックリサイタルを見ている。
ソフィ・オルメッソン
声 - 伊瀬茉莉也
ピアノ - ジュリエット・ジョルノー
ショパン・コンクールの参加者。フランス人のピアニスト。
カロル・アダムスキ
声 - 小西克幸
ショパンコンクールの参加者。ポーランド人のピアニスト。「ショパンの生まれ変わり」と称されている。作中では予想に反して第一次予選で落ちてしまうものの、その直後の修平との会話で、修平が覚醒するきっかけを作った。
アン・チャンウ（兄）、アン・チャンス（弟）
声 - 土田玲央（チャンウ）、浦田わたる（チャンス）
ショパンコンクールの参加者。韓国人の双子のピアニスト。

### その他
ヴィクトリア
声 - 早水リサ
ゴシップ記者。ショパンコンクールにて息のかかったカメラマンを使いパン・ウェイの過去と阿字野との関係を調べ上げてゴシップ記事を公開し、同様にカイの生い立ちを探るべくカメラマンを森の端に送り込むも、現地のチンピラに袋叩きに遭ったことで失敗に終わる。更にジャンが旧知のコンクール会長ブゼクに連絡し、事の重大さに気づいたブゼクが警察に通報していたことで、コンクール運営を妨害したとして逮捕・刑事告訴された。
しかし皮肉にも逃げ延びたカメラマンが動画サイトに公開した森の端での映像がきっかけで森の端摘発に繋がることとなる。
テレビアニメ版ではカイの素性を探る展開は原作と同様だが、森の端にはカメラマンを送り込んでおらず、既にネットに投稿されていた動画から森の端の存在を知ることになる。
パン・ハオ
声 - 近藤浩徳
中国の大富豪でパン・ウェイの養父。かつて幼少期の威のピアノの才能を感じ取って養子とし、英才教育を施したが、実態は壁一面に設置されたモニターで複数のピアニストの演奏を同時に流し、誰のピアノに関心を示すかという常軌を逸したものであり、その最中でも容赦なく折檻を繰り返していた。
ショパン・コンクールの最中に経営していた工場の爆発事故に巻き込まれて重傷を負うも、金で雇った者たちに自身が死亡したとの偽情報で威を連れ戻させるが、威がコンクールに戻った直後に自身を恨む人物によって車いすごと病院の階段から突き落とされて更なる重傷を負う。辛うじて一命は取り留め、コンクール後は現場に復帰している。しかしその時は基本的な性格は変わらないものの、これまで非道な扱いをしていた威を唯一の身内として溺愛するようになっていた。

## 物語の舞台
カイが通っていた小学校近くの駅の高架下の地域「森の端」は、一般の高架下の歓楽街と異なり違法営業の風俗店が乱立し、住民のほとんどがヤクザやチンピラのため、近隣の小学校では立ち入り禁止区域に指定されている。「森の端の者は森の端に金を入れるのがルール」等独自の価値観が蔓延している。カイがショパンコンクールに出場した際に、海外のゴシップ記者がカイの生い立ちを探ろうと潜入させたカメラマンが現地のチンピラに袋叩きに遭い、その様子が動画サイトにアップされたが、そこに逃走中の外国人が映っていた事でそれを見た各国のマフィアや警察が押し掛ける大騒ぎになり、死者が出る事態に発展、最終的には殆どの住民が逮捕されたことで事実上壊滅した。カイの帰国から程なくして建物は取り壊され、大規模な再開発が行われている。
アニメ映画では「森の端」という名前は使われないが、原作に近い模写や表現がされており、テレビアニメ版では「森の端」の名前は登場するももの、原作での卑猥な模写や表現（キンピラの「淫売」発言など）はカットされ、暴力などの過剰な描写はダイジェスト形式で放送されている。

## 作中に演奏された音楽

### 小学校編
『茶色の小瓶』
壮介アレンジ。最初の演奏は壮介。ただ、その演奏中にカイに2回ミスしたことを指摘される。それがカイの音楽の才能を気づかせる結果となった。その後、「森のピアノ」でカイが修平を前にまた聞かれているとは知らずに、壮介の前でも演奏された。
『ラジオ体操』
カイがジャズ風にアレンジ。修平の家のピアノで演奏。ただ、ピアノを本格的に勉強していないカイの演奏は機関銃のよう。
『ピアノソナタ ヘ長調 K.280』
第56回全日本ピアノコンクール地区予選課題曲。修平がカイの前に演奏したのが最初。カイは、修平の演奏で1回でこの曲を覚えてしまう。
『エリーゼのために』、『運命』、『結婚行進曲』、『小犬のワルツ』
いずれも、壮介がカイに聞かせた曲。小犬のワルツが「森のピアノ」で演奏できなかったカイにとっては、小学生時代で恐らく、一番ショッキングな楽曲。壮介によると「ショパンの曲は力で弾くのではなく柔軟性と運動能力を必要とする」らしい。
『華麗なる大円舞曲』
「小犬のワルツ」とともに、第56回全日本ピアノコンクール地区本選課題曲。修平と誉子が演奏した。カイは予選落ちしたため演奏することがなかった。
『交響曲第9番-新世界より-第4楽章』
チェロの高田馬がアレンジしたユーロビート。カイは、初見でパーフェクトの演奏を路上で行い、中学生以降、カイが大きく成長する素地となったピエロのバイト入りを認めさせた曲でもある。

### カイの成長期
J.S.バッハ『イギリス組曲 第2番』、リスト『葬送曲』
カイがPクラで演奏した楽曲。カイはこの2曲でストリップの伴奏をしていた。
ハノン『アルベジオ』
指の練習曲。カイは、ピアニッシモをマスターするために、練習していた。
『やつらに捧げるバラード』
大貴が作曲。40番まである。スランプに陥った修平の回復に一役買う。
リスト『ラ・カンパネッラ』
5年間のカイの成長を修平が聞くという形で演奏された。カイの大きな成長に修平は圧倒される。

### ショパン・コンクール前夜
ショパン『ノクターン ハ短調 作品48-1』、『エチュード 変ト長調 作品10-5』
ショパン・コンクール推薦オーディションで誉子が演奏した。佐賀もよく若いときに選択して演奏した曲目。それがゆえに、佐賀は誉子の変調を確信した。
ショパン『華麗なるワルツ ヘ長調 作品34-3』
同棲を開始した（?）冴がカレーライスを作っているときに、自宅でカイが練習していた曲目。
ショパン『ワルツ 変イ長調 作品69-1』
カイのPクララスト・ステージで、佐賀がショパンの曲をリクエストし、それにこたえてカイが選曲した。カイがマリアの姿で演奏した最後の曲目。
ベートーベン『ピアノ・ソナタ 月光』
カイが、大分で開催された「JAPANソリストコンクール」で演奏した曲目。演奏中にピアノの弦が切れるハプニングがあったが、この演奏でソリスト賞を受賞。
ラフマニノフ『ピアノ協奏曲第3番』
指揮はジャン。演奏はM響。カイがソリストとして演奏。
ショパン『華麗なる大ポロネーズ』
選曲、演奏はカイ。セローが、ショパンの曲の中からどれでもとリクエスト。福岡市内のレストランでカイが演奏した。別のところでカイの演奏を聞いていた佐賀は自分の車が盗難され最後まで聞けずじまい。

### ショパン・コンクール
エチュードC-dur、ほか1曲
カイがワルシャワではじめて公に演奏した予備選の曲目。緊張して1曲目のC-durはまともに演奏できていない。しかし、インターバル中に修平が会場に来ていることに気づき、無事予備選通過。2曲目の曲名は不明だが、描かれている楽譜はOp.25-5 e-mollである。
エチュードハ長調作品10-1、エチュードイ短調作品10-2、ノクターン第3番ロ長調作品9-3、ワルツ第8番変イ長調作品64-3、第7番嬰ハ短調作品64-2、第6番変ニ長調作品64-1、バラード第4番ヘ短調作品52、プレリュード作品28より12曲（第13番から第24番まで）
カイが一次審査の際に演奏した曲目。

### 劇場版オリジナル
バッハ『イタリア協奏曲 長調（BWV971）第3楽章』
誉子がコンクールで演奏した曲目。
W・A・モーツァルト『ピアノソナタ第8番イ短調 K.310 第1楽章』
修平がコンクールで演奏した曲目。

## 書誌情報
9巻までアッパーズKCで発行していたが、『モーニング』に移籍したことにより、カバーデザインを一新し、モーニングKCで再版。10巻発売当初、この新デザインのカバーのプレゼントサービスも行われた。
- 一色まこと『ピアノの森 -The perfect world of KAI-』講談社〈アッパーズKC→モーニングKC〉、全26巻
  1. 1999年8月6日初版発行、ISBN 4-06-346030-4
    - 2005年4月14日再版発行、ISBN 4-06-372429-8

  2. 1999年8月6日初版発行、ISBN 4-06-346031-2
    - 2005年4月14日再版発行、ISBN 4-06-372430-1

  3. 1999年10月8日初版発行、ISBN 4-06-346040-1
    - 2005年4月14日再版発行、ISBN 4-06-372431-X

  4. 2000年4月7日初版発行、ISBN 4-06-346056-8
    - 2005年5月23日再版発行、ISBN 4-06-372436-0

  5. 2000年8月7日初版発行、ISBN 4-06-346067-3
    - 2005年5月23日再版発行、ISBN 4-06-372437-9

  6. 2001年3月7日初版発行、ISBN 4-06-346097-5
    - 2005年5月23日再版発行、ISBN 4-06-372438-7

  7. 2001年9月7日初版発行、ISBN 4-06-346118-1
    - 2005年6月23日再版発行、ISBN 4-06-372444-1

  8. 2002年5月17日初版発行、ISBN 4-06-346142-4
    - 2005年6月23日再版発行、ISBN 4-06-372445-X

  9. 2002年11月8日初版発行、ISBN 4-06-346169-6
    - 2005年6月23日再版発行、ISBN 4-06-372446-8

  10. 2005年7月22日初版発行、ISBN 4-06-372449-2
  11. 2005年12月22日初版発行、ISBN 4-06-372483-2
  12. 2006年4月21日初版発行、ISBN 4-06-372509-X
  13. 2006年12月22日初版発行、ISBN 4-06-372554-5
  14. 2007年6月22日初版発行、ISBN 978-4-06-372610-7
  15. 2008年5月23日初版発行、ISBN 978-4-06-372675-6
  16. 2009年8月22日初版発行、ISBN 978-4-06-372752-4
  17. 2010年3月23日初版発行、ISBN 978-4-06-372881-1
  18. 2010年7月23日初版発行、ISBN 978-4-06-372917-7
  19. 2010年11月22日初版発行、ISBN 978-4-06-372954-2
  20. 2011年9月23日初版発行、ISBN 978-4-06-372980-1
  21. 2011年11月22日初版発行、ISBN 978-4-06-387022-0
  22. 2012年8月23日初版発行、ISBN 978-4-06-387099-2
  23. 2013年5月23日初版発行、ISBN 978-4-06-387117-3
  24. 2014年5月23日初版発行、ISBN 978-4-06-388324-4
    - 限定版 、ISBN 978-4-06-362275-1

  25. 2014年10月23日初版発行、ISBN 978-4-06-388389-3
  26. 2015年12月22日初版発行、ISBN 978-4-06-388485-2

## アニメ

### 劇場アニメ
2007年7月21日に公開。第31回日本アカデミー賞の優秀アニメーション作品賞に選ばれたが、最優秀作品賞は『鉄コン筋クリート』に譲る結果となった。

#### スタッフ
- 原作 - 一色まこと
- 監督 - 小島正幸
- エグゼクティブプロデューサー - 神蔵克、奥村康治、北川淳一
- 脚本 - 蓬莱竜太
- 絵コンテ - 富沢信雄、矢野雄一郎、増田敏彦、佐藤雄三、小島正幸
- 演出 - 小山田桂子、鶴岡耕次郎、中村亮介、吉野智美、いしづかあつこ
- キャラクターデザイン・総作画監督 - 藤田しげる
- 作画監督 - 滝口禎一、青山浩行、野口寛明、濱田邦彦、宮本佐和子
- レイアウト監修 - 兼森義則
- 美術監督 - 水谷利春、東地和生
- 色彩設計 - 山本智子
- 撮影監督 - 石黒瑠美
- ラインコーディネーター - 奈良井昌幸
- CG制作 - 白組
- 3DCGIプロデューサー - 粟飯原君江
- 編集 - 笠原義宏
- 音楽 - 篠原敬介
- ピアノ演奏・ミュージックアドバイザー - ウラディーミル・アシュケナージ
- 音楽プロデューサー - 岡田こずえ
- 音楽制作 - 薬師寺毅、桂葉子
- 音響監督 - 藤山房伸
- 録音監督 - 三ツ矢雄二
- プロデューサー - 藤村直人、山崎立士、鶴崎りか、市井美帆、齋藤優一郎
- アニメーションプロデューサー - 竹内孝次、谷口理
- アニメーション制作協力 - テレコム・アニメーションフィルム
- アニメーション制作 - マッドハウス
- 制作 - NAS
- 製作 - 「ピアノの森」製作委員会（日本テレビ放送網、アサツー ディ・ケイ、松竹、バップ、マッドハウス、読売テレビ放送、ソニー・ミュージックエンタテインメント、読売新聞）
- 配給 - 松竹

#### 主題歌
「Moonshine 〜月あかり〜」
歌・ピアノ演奏 - 松下奈緒 / 作詞・プロデュース - 松尾"KC"潔 / 作曲 - 松本俊明 / 編曲 - 安部潤
エピックレコードジャパン

### テレビアニメ
NHK総合にて第1シリーズが2018年4月から7月にかけて放送され、第2シリーズが2019年1月から4月まで放送された。

#### スタッフ（テレビアニメ）
|                               | 第1シリーズ                         | 第2シリーズ                  |
| ----------------------------- | ----------------------------------- | ---------------------------- |
| 原作                          | 一色まこと                          | 一色まこと                   |
| 監督                          | 中谷学                              | 山賀博之                     |
| シリーズディレクター          | 鈴木龍太郎                          | 中山昇                       |
| シリーズ構成                  | あべ美佳                            | あべ美佳                     |
| シリーズ構成                  | 伊丹あき                            | -                            |
| キャラクターデザイン          | 木野下澄江                          | 木野下澄江                   |
| 美術監督・設定                | 栫ヒロツグ                          | 栫ヒロツグ                   |
| 色彩設計                      | 吉村智恵                            | 吉村智恵                     |
| 撮影監督                      | 臼田睦                              | 臼田睦                       |
| 編集                          | 三嶋章紀                            | 三嶋章紀                     |
| 音響監督                      | 長崎行男                            | 長崎行男                     |
| 音楽                          | 富貴晴美                            | 富貴晴美                     |
| プロデューサー                | 加藤雅康、澁谷知子                  | 加藤雅康、澁谷知子           |
| プロデューサー                | 中村優子、吉國勲 山崎慶彦、椚山英樹 | 前坂栄司、八木雪子 塚原克之  |
| アニメーション プロデューサー | 高橋祐一、浅尾芳宣                  | 高橋祐一、浅尾芳宣           |
| アニメーション制作            | ガイナックススタジオ                | ガイナ                       |
| 制作・著作                    | ピアノの森アニメパートナーズ        | ピアノの森アニメパートナーズ |

#### 主題歌（テレビアニメ）
「海へ」
オープニングテーマ。原曲はフレデリック・ショパン作曲による『エチュード ハ長調 作品10-1』で、編曲は富貴晴美。
1期と2期でオープニング映像は一部変更されている。
「帰る場所があるということ」
悠木碧による第1期エンディングテーマ。作詞・作曲・編曲はhisakuni。
「はじまりの場所」
村川梨衣による第2期エンディングテーマ。作詞はhisakuni、作曲・編曲は坂部剛。

#### 各話リスト
| 話数        | サブタイトル           | 脚本        | 絵コンテ                | 演出            | 作画監督                                         | 総作画監督  | 放送日         |             |             |             |             |             |             |             |             |             |             |             |             |             |             |             |             |             |
| 第1シリーズ | 第1シリーズ            | 第1シリーズ | 第1シリーズ             | 第1シリーズ     | 第1シリーズ                                      | 第1シリーズ | 第1シリーズ    | 第1シリーズ | 第1シリーズ | 第1シリーズ | 第1シリーズ | 第1シリーズ | 第1シリーズ | 第1シリーズ | 第1シリーズ | 第1シリーズ | 第1シリーズ | 第1シリーズ | 第1シリーズ | 第1シリーズ | 第1シリーズ | 第1シリーズ | 第1シリーズ | 第1シリーズ |
| ----------- | ---------------------- | ----------- | ----------------------- | --------------- | ------------------------------------------------ | ----------- | -------------- | ----------- | ----------- | ----------- | ----------- | ----------- | ----------- | ----------- | ----------- | ----------- | ----------- | ----------- | ----------- | ----------- | ----------- | ----------- | ----------- | ----------- |
| 第1話       | 選ばれた手             | あべ美佳    | アミノテツロ            | 鈴木龍太郎      | 木野下澄江                                       | -           | 2018年 4月9日  |             |             |             |             |             |             |             |             |             |             |             |             |             |             |             |             |             |
| 第2話       | ショパンを弾くために   | 伊丹あき    | アミノテツロ            | チェ・ジョンキ  | イ・グァンウ キム・グァンウォン                  | 清丸悟      | 4月16日        |             |             |             |             |             |             |             |             |             |             |             |             |             |             |             |             |             |
| 第3話       | モーツァルトの遺言     | あべ美佳    | 鈴木龍太郎              | 鈴木龍太郎      | 鄭龍雲 文姬 金一培                               | 木野下澄江  | 4月23日        |             |             |             |             |             |             |             |             |             |             |             |             |             |             |             |             |             |
| 第4話       | 一番のピアノ           | 伊丹あき    | 鈴木龍太郎              | 大村将司        | シノミン                                         | 木野下澄江  | 4月30日        |             |             |             |             |             |             |             |             |             |             |             |             |             |             |             |             |             |
| 第5話       | コンクールの神様       | あべ美佳    | 吉田徹                  | 吉田徹          | 西村真理子                                       | 木野下澄江  | 5月7日         |             |             |             |             |             |             |             |             |             |             |             |             |             |             |             |             |             |
| 第6話       | 森のピアノ             | 伊丹あき    | 佐伯昭志                | 崔富京          | 李典鐘                                           | 木野下澄江  | 5月14日        |             |             |             |             |             |             |             |             |             |             |             |             |             |             |             |             |             |
| 第7話       | 再会                   | あべ美佳    | アミノテツロ            | 鈴木龍太郎      | 清丸悟                                           | 木野下澄江  | 5月21日        |             |             |             |             |             |             |             |             |             |             |             |             |             |             |             |             |             |
| 第8話       | 挑戦状                 | 伊丹あき    | 鈴木龍太郎              | 安台根          | 鄭龍雲 文姬 李民具                               | 木野下澄江  | 5月28日        |             |             |             |             |             |             |             |             |             |             |             |             |             |             |             |             |             |
| 第9話       | ワルシャワの胎動       | あべ美佳    | 吉田徹                  | 吉田徹          | 池森絵美 清丸悟 大村将司                         | 木野下澄江  | 6月4日         |             |             |             |             |             |             |             |             |             |             |             |             |             |             |             |             |             |
| 第10話      | ショパン・コンクール   | 伊丹あき    | 鈴木龍太郎              | 朴旲烈          | 趙雅羅                                           | 木野下澄江  | 6月11日        |             |             |             |             |             |             |             |             |             |             |             |             |             |             |             |             |             |
| 第11話      | ポーランドの新星       | あべ美佳    | 鈴木龍太郎              | 崔富京          | 李典鐘 洪錫杓 鄭龍雲 文姬 李民具 白灵鉉 池森絵美 | 木野下澄江  | 6月25日        |             |             |             |             |             |             |             |             |             |             |             |             |             |             |             |             |             |
| 第12話      | fff                    | 伊丹あき    | アミノテツロ            | 中谷学          | 木野下澄江                                       | -           | 7月2日         |             |             |             |             |             |             |             |             |             |             |             |             |             |             |             |             |             |
| 第2シリーズ |                        |             |                         |                 |                                                  |             |                |             |             |             |             |             |             |             |             |             |             |             |             |             |             |             |             |             |
| 第13話      | ショパンの旅路         | あべ美佳    | アミノテツロ            | 佐々木純人      | 木野下澄江 清丸悟                                | -           | 2019年 1月28日 |             |             |             |             |             |             |             |             |             |             |             |             |             |             |             |             |             |
| 第14話      | 懸ける想い             | あべ美佳    | ユニットNnYs            | 鈴木吉男        | 野口征恒 イ・セゾン                              | -           | 2月4日         |             |             |             |             |             |             |             |             |             |             |             |             |             |             |             |             |             |
| 第15話      | 覚醒                   | あべ美佳    | ユニットNnYs            | 吉田徹          | ホン・ソッピョ                                   | -           | 2月11日        |             |             |             |             |             |             |             |             |             |             |             |             |             |             |             |             |             |
| 第16話      | 約束                   | あべ美佳    | みどり                  | 安蘭純史        | キム・ダイン ムン・ヒィ キム・ヘジョン           | -           | 2月18日        |             |             |             |             |             |             |             |             |             |             |             |             |             |             |             |             |             |
| 第17話      | 審議は踊る             | あべ美佳    | みどり                  | 鈴木吉男        | 野口征恒 イ・セゾン                              | -           | 2月25日        |             |             |             |             |             |             |             |             |             |             |             |             |             |             |             |             |             |
| 第18話      | レクイエム             | あべ美佳    | 大村将司                | 大村将司        | 清丸悟 キム・ダイン ムン・ヒィ キム・ヘジョン    | -           | 3月4日         |             |             |             |             |             |             |             |             |             |             |             |             |             |             |             |             |             |
| 第19話      | 君の"1番"のために      | あべ美佳    | ユニットNnYs            | ふじいたかふみ  | 南方麻奈美 池森絵美 ムン・ヒィ キム・ヘジョン    | -           | 3月11日        |             |             |             |             |             |             |             |             |             |             |             |             |             |             |             |             |             |
| 第20話      | パン・ウェイの真実     | あべ美佳    | ユニットNnYs            | 球野貴裕        | 野口征恒 イ・セゾン                              | -           | 3月18日        |             |             |             |             |             |             |             |             |             |             |             |             |             |             |             |             |             |
| 第21話      | あなたが生きた証に     | あべ美佳    | 小林一三                | 前園文夫        | 小林一三 青柳謙二                                | -           | 3月25日        |             |             |             |             |             |             |             |             |             |             |             |             |             |             |             |             |             |
| 第22話      | ショパンの生まれた国で | あべ美佳    | 前田薫平 佐藤好春       | 前田薫平        | 武本心                                           | 木野下澄江  | 4月1日         |             |             |             |             |             |             |             |             |             |             |             |             |             |             |             |             |             |
| 第23話      | ヒーロー               | あべ美佳    | ユニットNnYs            | 球野貴裕        | 野口征恒 ラン イ・セゾン                         | 木野下澄江  | 4月15日        |             |             |             |             |             |             |             |             |             |             |             |             |             |             |             |             |             |
| 第24話      | 世界一のピアニスト     | あべ美佳    | 斎藤友子 ふじいたかふみ | 吉田徹 安蘭純史 | 清丸悟 リ・ジョンゾン                            | 木野下澄江  | 4月15日        |             |             |             |             |             |             |             |             |             |             |             |             |             |             |             |             |             |

#### 放送局
関西地区では、NHK大阪放送局制作の『まちけん参上!〜あなたの街のおもしろ検定〜』を放送するために遅れネットとなる。
| 放送期間                                                                    | 放送時間                     | 対象地域                     | 備考     |
| --------------------------------------------------------------------------- | ---------------------------- | ---------------------------- | -------- |
| 2018年4月9日 - 7月2日（第1シリーズ） 2019年1月28日 - 4月15日（第2シリーズ） | 月曜 0:10 - 0:35（日曜深夜） | 日本全域（近畿広域圏を除く） | 字幕放送 |
|                                                                             | 月曜 0:50 - 1:15（日曜深夜） | 近畿広域圏                   | 字幕放送 |

インターネットでは、Netflixにて2018年4月9日より独占配信される。また、同年秋には世界190か国以上に向けて全話一挙配信が予定されている。

#### BD / DVD
| 巻 | 発売日         | 収録話          | 規格品番   | 規格品番   |
| 巻 | 発売日         | 収録話          | BD         | DVD        |
| -- | -------------- | --------------- | ---------- | ---------- |
| I  | 2018年12月19日 | 第1話 - 第12話  | VPXY-75945 | VPBY-15856 |
| 2  | 2019年11月20日 | 第13話 - 第24話 | VPXY-75950 | VPBY-15862 |

| NHK総合 月曜 0:10 - 0:35 枠   | NHK総合 月曜 0:10 - 0:35 枠                      | NHK総合 月曜 0:10 - 0:35 枠 |
| 前番組                        | 番組名                                           | 次番組                      |
| ----------------------------- | ------------------------------------------------ | --------------------------- |
| アスリートの魂（0:10 - 0:55） | ピアノの森（第1シリーズ） 【本番組からアニメ枠】 | つくもがみ貸します          |
| ツルネ -風舞高校弓道部-       | ピアノの森（第2シリーズ）                        | 進撃の巨人 Season 3 Part.2  |

## その他
- 高田純次 - 本作品のファンであり、新装版の単行本の帯にコメントを寄せている。また、「おしゃれカンケイ」でも自らファンである事を語っており、その際に本作品の小学校編の全キャラクターが描かれた一色まこと直筆のイラストを貰っている。
- 反田恭平 - ピアニスト。2021年に行われた第18回ショパン国際ピアノコンクール2位入賞者。本作テレビアニメにおいて、 阿字野壮介の演奏を担当している。反田がクラックピアノに本格的に取り組んでいた中学生の頃、母からコミックスを勧められ、反田も愛読するようになった[24]。